# Јован Јовичић
Јован Јовичић (Врдник, 5. јул 1925 — Београд, 26. септембар 2013) био је српски гитариста, композитор, педагог и универзитетски професор.

## Студије и рани успеси
Рођен у Врднику 5. јула 1925. Први инструмент Јована Јовичића је била виолина, коју му је купио отац када је син имао осам година. Гитару је упознао на часовима музике, а коначно се за њу одлучио током Народноослободилачке борбе (био је борац Девете војвођанске бригаде). После мањих наступа на пригодним свечаностима у ослобођеној Југославији одржао је први солистички концерт на Радио Дубровнику 1948. године, а мало затим и на Радио Београду. Већ у тим емисијама је показао широки распон свог репертоара, од ренесансних до савремених композиција.
Јован Јовичић је био физичар по струци. Докторску дисертацију је објавио 1964. године на тему „Акустичке особине гитаре и њени звучни спектри“. Био је асистент физике на Медицинском и Фармацеутском факултету, а затим редовни професор физике на Електротехничком факултету Универзитета у Београду. Умро је у Београду, у 88. години, 26. септембра 2013.

## Светска слава
На међународном конкурсу гитариста у Москви 1957. године Јован Јовичић добија звање лауреата. То га је охрабрило да се пријави на мајсторску класу гитаре на Музичкој академији Киђијана у Сијени, коју је баш тада отворио светски виртуоз Андрес Сеговија. Ове студије је завршио 1961. године. И пре и после њих наставио је серију концерата, сада већ и у многим земљама Европе, Азије и Африке, којих је у каријери било више од 2200.
У Риму 1958. године Јован Јовичић је добио угледну европску награду При Италије за музику у радио-драми „Птица“. То је само једно од његових многобројних дела за радио, телевизију, позориште и филм. Био је одличан познавалац фолклора и компоновао је многа дела инспирисана мелосом народа бивше Југославије, нпр. „Војвођанска свита“ и „Македонска рапсодија“. Као педагог допринео је увођењу предмета гитаре на музичким школама у Србији. Његов уџбеник „Школа за гитару“ у девет томова (први 1969. године) је стандардно дело из ове области на српском језику. Објавио је и више научних дела о акустичким особинама гитаре.

## Признања
- 1962. Октобарска награда Београда
- 1979. Златна значка Културно-просветне заједнице Србије
- 1981. Орден рада са црвеном заставом
- 1983. Седмојулска награда СР Србије

## Дискографија
Плоче су у издању ПГП-РТБ ако није другачије назначено.
Непотпун списак, према Дискогсу:
Албуми
- Концерт за гитару (два албума, 1975)
- Гитара (1979)

Синглови
- Едита (1962)
- Љубавна серенада (1962)
- Тихо ноћи (1968)
- Гитара (две плоче, 1970)
- Војвођанска свита (1970)
- Тема, варијација (Београд диск, 1971)